# Szögesdrót

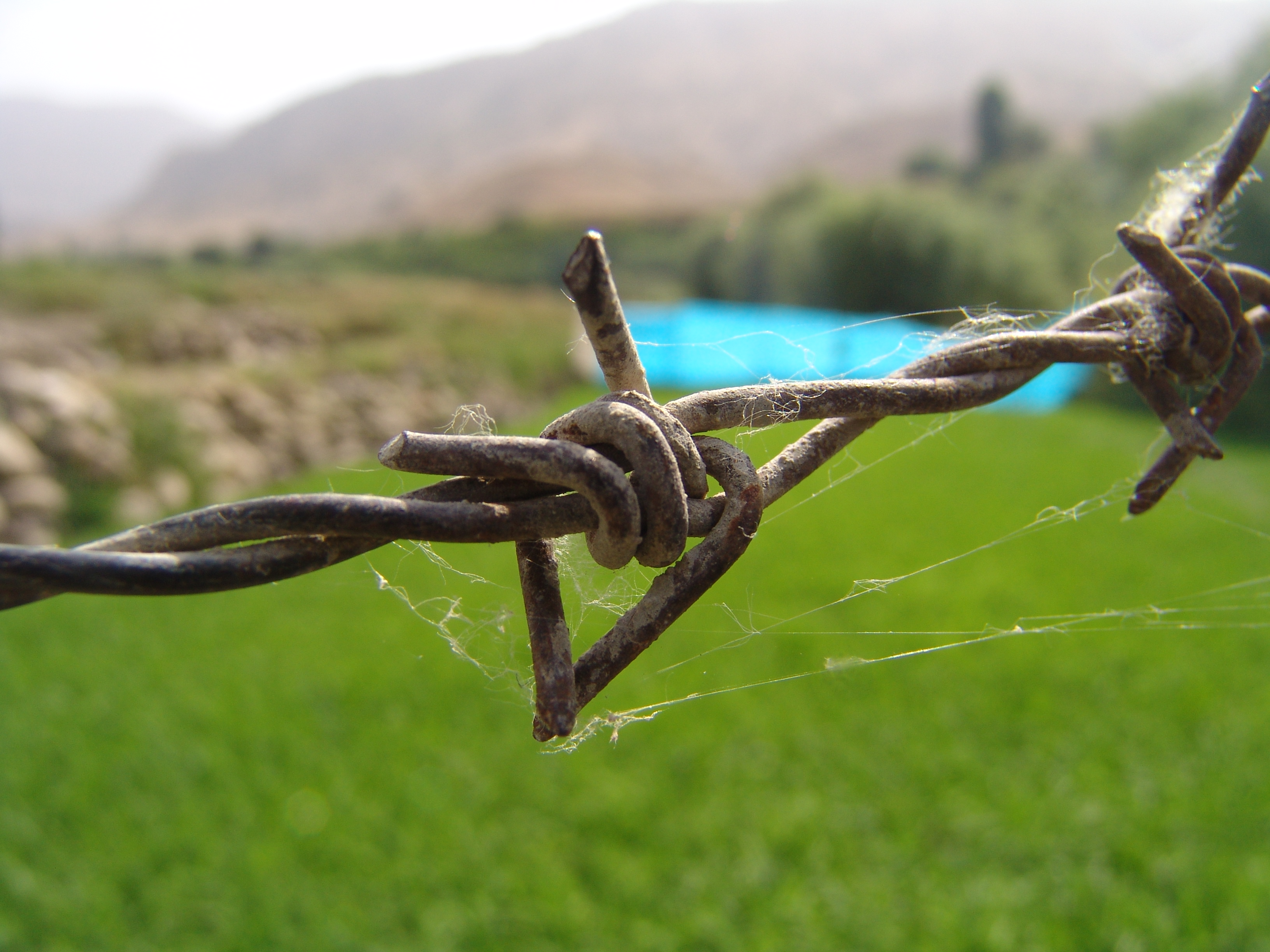
Szögesdrót közelről

A szögesdrót egy olyan típusú acél kerítéshuzal, amely a szálak mentén időközönként elhelyezett éles élekkel vagy pontokkal ("szögekkel") van ellátva. Elsődleges felhasználása olcsó kerítések építése, és biztonsági intézkedésként is használják az ingatlanokat körülvevő falak tetején. Drótakadályként a lövészárok-háborúkban az erődítések egyik fő jellemzője.
A szögesdróton keresztül áthaladni próbáló ember vagy állat számára akadályt jelent, és gyakran az áthatolás során sérüléseket szenved. A szögesdrótkerítéshez csak kerítésoszlopokra, drótra és rögzítő eszközökre, például kapcsokra van szükség. Egyszerű felépíteni és gyorsan felállítható, még egy szakképzetlen személy által is.
Az Amerikai Egyesült Államokban az első szögesdrót szabadalmat 1867-ben adták ki az ohiói Kentben élő Lucien B. Smithnek, akit feltalálónak tartanak. 1874-ben az Illinois állambeli DeKalbban élő Joseph F. Glidden kapott szabadalmat a modern találmányra, miután saját maga módosította a korábbi változatokat.
A drótkerítések olcsóbbak és könnyebben felállíthatók, mint alternatíváik (az egyik ilyen alternatíva a narancseper, egy tüskés bokor, amelynek átültetése és termesztése időigényes) Amikor a 19. század végén a drótkerítések széles körben elérhetővé váltak az Egyesült Államokban, a korábbinál sokkal nagyobb területek bekerítése vált megfizethetővé, és az intenzív állattartás sokkal nagyobb léptékben vált gyakorlatiassá.
A szögesdrót feltalálását közvetlenül megelőzően a fával való kerítés költségeire példa a kaliforniai Fresno környékén élő első farmereknél található, akik közel 4000 amerikai dollárt (2022-ben 98 000 dollárnak megfelelő összeget) költöttek arra, hogy fát szállíttassanak és állítsanak fel a kerítéshez, hogy 1872-ben 2500 acre (1000 hektár) búzatermést megvédjenek a szabadon élő állatoktól.